# Gymnopteris discolor
Gymnopteris discolor là một loài dương xỉ trong họ Pteridaceae. Loài này được Bernh. mô tả khoa học đầu tiên năm 1806.
Danh pháp khoa học của loài này chưa được làm sáng tỏ. 